# Riot (песня XXXTentacion)
«Riot» — песня американского рэпера XXXTentacion, первоначально выпущенная на SoundCloud в мае 2015 года, а затем переизданная 1 июня 2020 года на фоне антирасистских протестов после гибели Джорджа Флойда. Переизданная версия немного короче оригинала.

## Предыстория
Трек был первоначально выпущен в мае 2015 года, после протестов в связи с убийством Майкла Брауна. Песня была выпущена на цифровых площадках после убийства Джорджа Флойда и последовавших за этим протестов.

## Музыка
В песне XXXTentacion критикует массовые беспорядки. Дерик Россиньоль из Uproxx отметил, как X выражает свои мысли о том, что бунтовщики часто не задумываются о последствиях своих действий: «Загляни во все магазины, которые ты разрушаешь, ниггер / подумай примерно на секунды о людях, которые владеют им / я знаю, что у тебя есть свои проблемы, но брат, у них есть свои / это не игра, прекрати насилие». Песня заканчивается диалогом из речи бывшего лидера ККК Джеффа Берри во время митинга, который был показан в документальном фильме 1998 года The Ku Klux Klan: A Secret History: «Мы видим, я вижу, смерть перед детьми / белыми парнями и белыми девушками, висящими на зданиях». Оригинальная песня содержала более обширную речь.

## Музыкальное видео
Этот трек был использован в музыкальном клипе на трек X 2015 года «Look at Me».

## Чарты
| Чарт (2020)           | Высшая позиция |
| --------------------- | -------------- |
| Новая Зеландия (RMNZ) | 1              |